# Schlafgebundener Kopfschmerz
Der Schlafgebundene Kopfschmerz (hypnic headache) ist eine primäre Kopfschmerzerkrankung. Diese seltene Krankheit ist charakterisiert durch ausschließlich im Schlaf auftretende Schmerzattacken.

## Epidemiologie
Der schlafgebundene Kopfschmerz ist eine seltene Kopfschmerzerkrankungen, wobei die genaue Prävalenz unbekannt ist. Die Erkrankung tritt vor allem nach dem 50. Lebensjahr auf, es wurden jedoch auch mehrere Fälle bei jüngeren Erwachsenen und seltener auch bei Kindern beschrieben. Zwei Drittel der Betroffenen sind Frauen.

## Ursache
Die Ursache dieser Kopfschmerzerkrankung ist unbekannt.

## Symptome
Wesentliches Charakteristikum des schlafgebundenen Kopfschmerzen ist das ausschließliche Auftreten von Schmerzattacken während des Schlafes. Meistens ist der Nachtschlaf betroffen, seltener der Mittagsschlaf. Infolge des Schmerzen erwachen die Betroffenen. Der Kopfschmerz ist oft dumpf, seltener pochend und von meist mäßiger, seltener starker Intensität. Er betrifft in der Mehrzahl der Fälle beide Kopfhälften. Die einzelne Attacke dauert zwischen 15 und 180 Minuten, im Durchschnitt etwa 90 Minuten.
Im Gegensatz zum Clusterkopfschmerz, der auch während des Nachtschlafs auftritt, fehlen beim schlafgebundenen Kopfschmerz laut den diagnostischen Kriterien (s. u.) autonome Begleitsymptome. Derartige Symptome, insbesondere Tränen- und Naselaufen, sind jedoch in milder Ausprägung bei einem kleinen Teil der Betroffenen beschrieben.
Infolge des Kopfschmerzes verlassen die Betroffenen häufig das Bett und gehen körperlichen Aktivitäten nach, ohne dass dabei aber eine Rastlosigkeit wie bei Clusterkopfschmerz-Patienten vorliegt.

## Diagnose
Der schlafgebundene Kopfschmerz wird gemäß den nachfolgenden Kriterien diagnostiziert. Der Betroffene sollte von einem Neurologen klinisch untersucht worden sein und eine Bildgebung des Kopfes mittels Magnetresonanztomografie (MRT) erhalten haben, um Kopfschmerzen anderer Ursache auszuschließen. Weiterhin sollte ausgeschlossen werden, dass ein unbehandelter Bluthochdruck vorliegt.
Diagnostische Kriterien gemäß Internationaler Klassifikation von Kopfschmerzerkrankungen (ICHD-3)
- A) Wiederkehrende Kopfschmerzattacken, die die Kriterien B bis D erfüllen
- B) Der Kopfschmerz entsteht ausschließlich im Schlaf und weckt den Patienten
- C) Die Attacken treten seit >3 Monaten an ≥10 Tagen/Monat auf
- D) Die Attacken halten 15 Minuten bis 4 Stunden nach dem Aufwachen an
- E) Keine kranio-autonomen Symptome und keine Unruhe
- F) Nicht besser erklärt durch eine andere ICHD-3-Diagnose

## Behandlung
Der schlafgebundene Kopfschmerz kann sowohl in einer akuten Attacke als auch vorbeugend (prophylaktisch) behandelt werden. Randomisierte kontrollierte Studien zur Therapie liegen nicht vor, die Empfehlungen basieren auf Fallserien und anderen Veröffentlichungen geringeren Evidenzgrades.
Für die Akutbehandlung wird Koffein, entweder in Form eines starken Kaffees, eines Koffeinpräparates oder in Form eines koffeinhaltigen Schmerzmittelpräparates, empfohlen. Die Anzahl der maximalen Anwendungstage von koffeinhaltigen Schmerzmittelpräparates ist begrenzt, um der Entwicklung eines Kopfschmerzes bei Medikamentenübergebrauch vorzubeugen.
Schmerzmittel, wie sie in der Behandlung anderer Kopfschmerzarten zur Anwendung kommen, bspw. nichtsteroidale Antirheumatika (NSAR), Triptane oder Paracetamol, sind beim schlafgebundenen Kopfschmerz nicht wirksam.
Mit einer prophylaktischen Behandlung kann das Risiko von Kopfschmerzattacken reduziert werden, hierfür kommen Lithium, wiederum Koffein oder Indometacin zur Anwendung.

## Geschichte
Die Erkrankung wurde erstmals 1988 durch Neil H. Raskin beschrieben. Im Jahr 2004 wurde der schlafgebundene Kopfschmerz in die zweite Auflage der Internationalen Klassifikation von Kopfschmerzerkrankungen (ICHD-2) aufgenommen.